# Serbiska viner

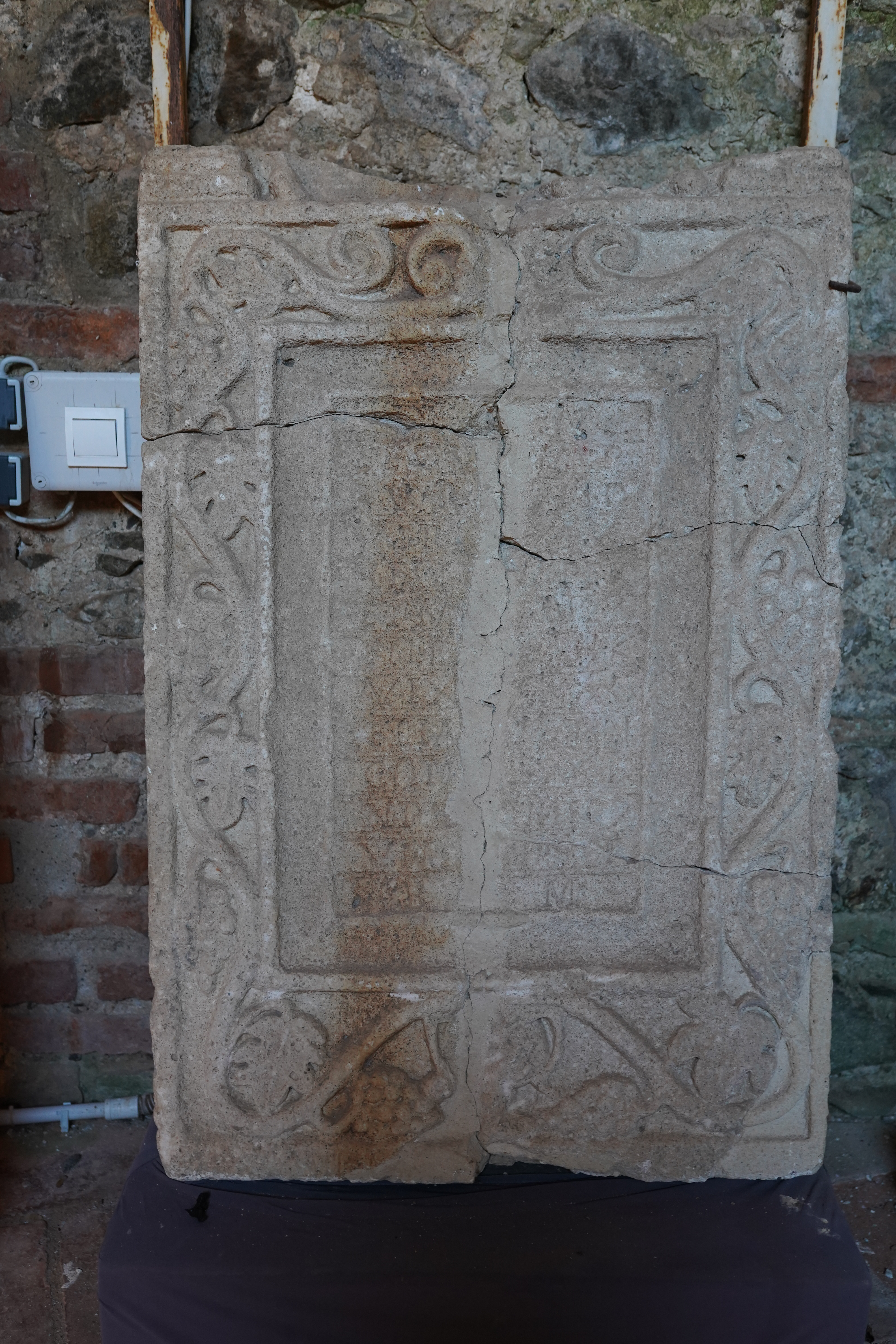
Sten med vinrankor i relief från Felix Romuliana. Staden byggdes under kejsar Galerius (250–311). Idag heter platsen Gamzigrad och är ett arkeologiskt museum.

Serbiska viner utgjorde förr omkring en tredjedel av det forna Jugoslaviens viner och i början av 1900-talet var Serbien en stor vinproducent i Europa, men två världskrig och 40 år av fokus på kvantitet ödelade många mindre serbiska vingårdar. 1980-talets ekonomiska kris och kriget på 1990-talet var förödande. Det var först under början av 2000-talet som den serbiska vinindustrin började återhämta sig kvalitetsmässigt, nu med många små familjeföretag med intresse för både tradition och innovation. Produktionsmässigt sjönk arealen dock drastiskt mellan 2005 och 2015, från ca. 70 000 hektar till 22 150 hektar. Under planekonomins fokus på kvantitet producerades ca. 425 000 ton druvor per år, men vinerna och produktionen höll låg kvalitet. 1980 var arealen ca. 100 000 hektar. Serbien ligger på samma geografiska latitud som många kända vinregioner och har både klimat, nederbörd och jordmån passande för vin, vilket gör att Serbien är ett land med stor produktionspotential.

## Historia

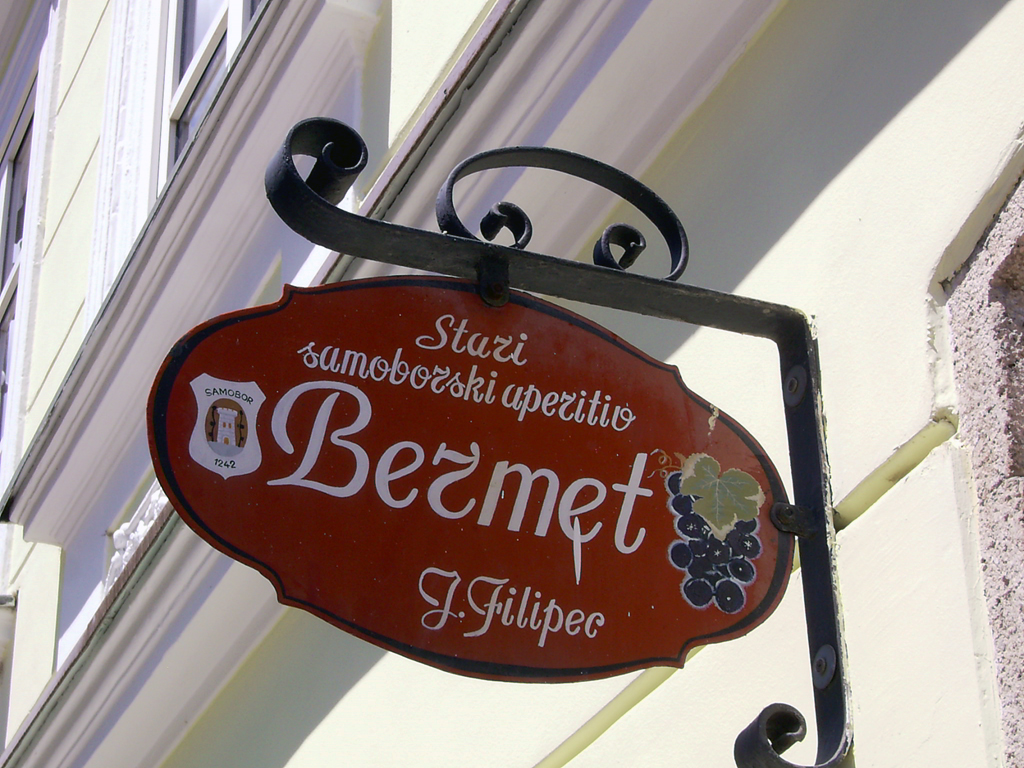
På 2000-talet återupplivades traditionen med produktion av Bermet. Det är ett kryddvin inte helt olikt vår glögg. Det tillverkas i regionen Fruška Gora. Bermet var den habsburgska kejsarinnan Maria Teresias favorit och det fanns på fartyget Titanics vinlista. Bermet finns som både rött och vitt. Skylten är Kroatisk och gör även reklam för Sambor-senap.

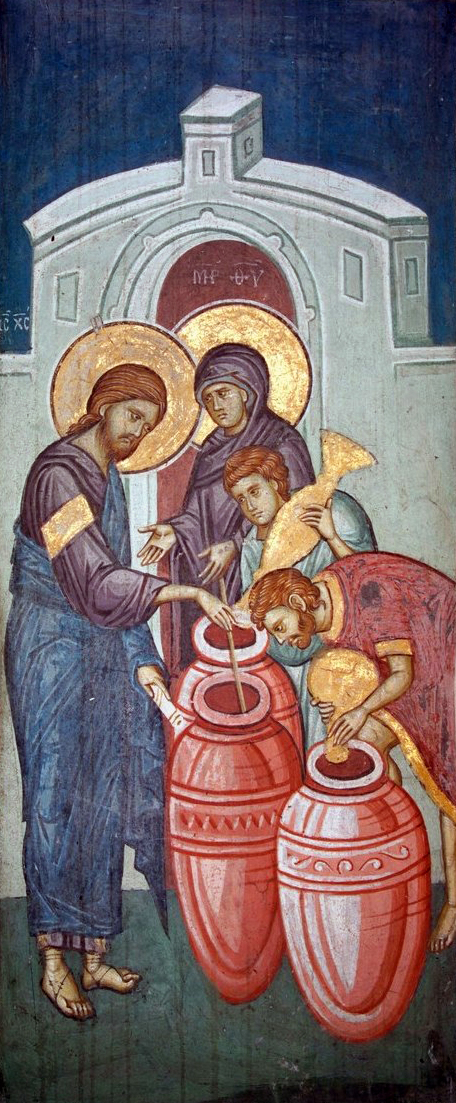
Fresk från klostret Visoki Dečani, uppfört på 1300-talet. (UNESCO-listat)

Det finns arkeologiska belägg för att människorna i den s.k. Vincakulturen längs Donau i bl.a. nuvarande Serbien insamlade och åt vilda vindruvor (Vitis sylvestris) men inga belägg för att de gjorde vin. Arkeologerna vet inte heller när odling av druvor inleddes i området. Det finns dock belagt att thraker (nuvarande Bulgarien) och greker odlade druvor och tillverkade vin långt före vår tideräknings början. Grekerna hade utvecklade handelsnätverk på Medelhavet runt 600 f.Kr. Det är också med visshet belagt att romarna redan på 200-talet f.Kr. hade intressen på andra sidan Adriatiska havet. Både greker och romare drack vin och de spred vinkulturen över hela medelhavsområdet. Det var troligen också romare som anlade de första mer organiserade odlingarna vid Fruška Gora och andra platser. Flera viktiga romerska städer låg i det som idag är Serbien. Niš hette Naissus, Novi Sad hette Cusum, Belgrad benämndes Singidunum och Kostolac kallade romarna för Viminacium. En av romarrikets huvudstäder under perioden som kallas tetrarkin var Sirmium, och det heter Sremska Mitrovica idag. Västrom skulle emellertid gå under och redan från år 325 e.Kr. kom större delen av Balkan att ligga under Östroms inflytande. Med tiden också kristet under Bysans och efter brytningen 1054 ortodoxt. Slaviska stammar anlände till området på 600-talet och redan på 700-talet kristnades en del av dessa. Det skulle bli kyrkan och klostren som förvaltade det romerska arvet och konsten att odla och tillverka vin. Det var också samtidigt som bröderna Nemanja skapade en från Bysans självständig kyrka på 1100-talet det går att tala om ett Serbien. Stefan Nemanja (1109–1199) anges också som en stor främjare av vinodling och vinkultur. Det kända vinområdet Župa heter så för att županen (prinsen) Stefan Nemanja angav det som ett mycket bra område för vinodling, vilket står omnämnt i skriftligt bevarat material från klostret Studenica.

Under den tid området lydde under det Osmanska imperiet var det tidvis svåra tider för vinodlingen. Skopje (nuvarande Nordmakedonien) intogs redan 1392 och Smederevo, dåtidens serbiska huvudstad, intogs 1459. Många vinodlingar ödelades och det är troligen under denna tid som bruket att göra alkohol av annat än vindruvor grundlades. Plommonbrännvinet slivovits är än idag en nationell dryck. Tidvis fick de kristna dock sköta sig själva ifred, så länge de betalade sina skatter. Särskilt under sultan Süleymans långa styre (1520–1566) rådde full religionsfrihet.

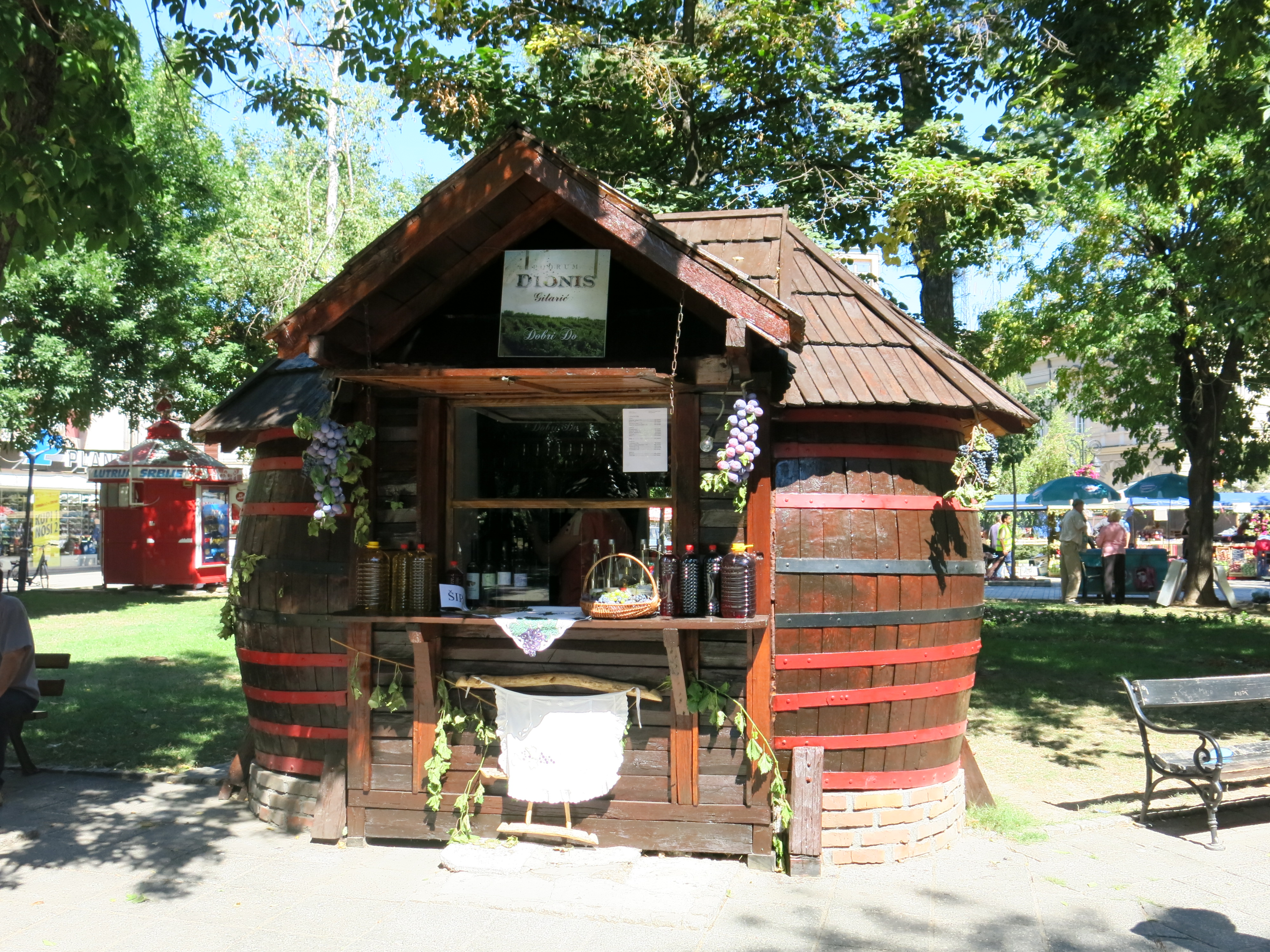
På Republiktorget i vinstaden Smederevo 2013.

De äldsta druvorna, t.ex. Tamjanika, kom förmodligen med grekerna redan på 600-talet f.Kr. eller ännu tidigare. Efter det har lokala sorter som t.ex. Mavrud, Smederevka, Shesh i Zi och Vranec uppstått och förmodligen varit väl etablerade redan på medeltiden. Det går naturligtvis inte att säga om en speciell druva kommer från Serbien, Bulgarien, Albanien, Kroatien eller Nordmakedonien, eftersom det är ett område som skiftat så mycket historiskt. Norra Serbien (Vojvodina) hörde dessutom till Ungern och Österrike under perioder. En s.k. "inhemsk" sort är en druva som med sannolikhet har uppstått någonstans på Balkan. Länderna har ofta sina egna namn på druvorna, men DNA-analyser visar att de är identiska. Den gröna druvan Smederevka antas vara från Smederevo i Serbien, men den heter Dimyat i Bulgarien och anses vara infödd där också. En tumregel är dock att ju fler namn, desto äldre druva. Tamjanika har 300 namn och det vanligaste är Muscat blanc.

## Regioner

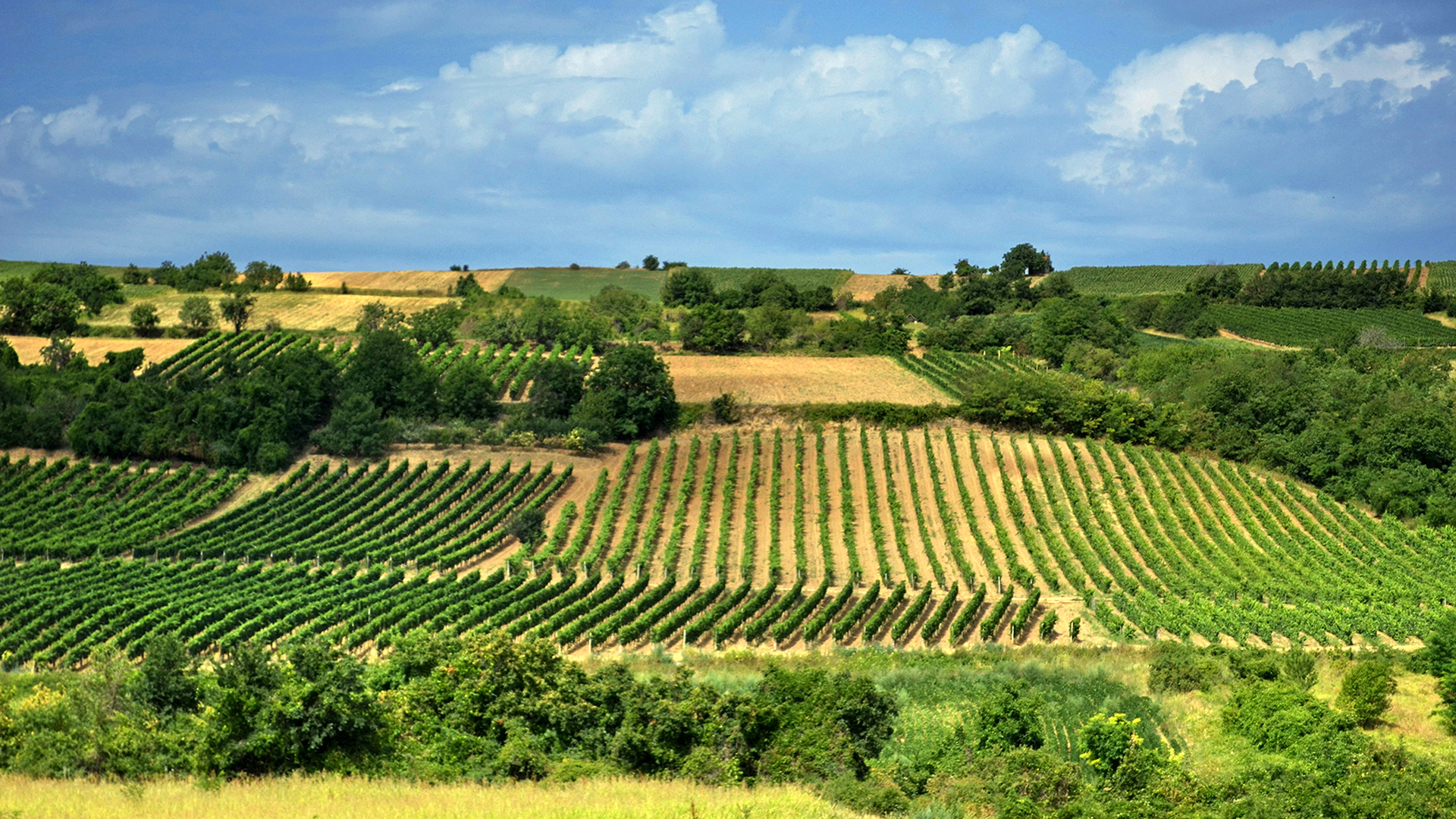
Vinodlingar på Fruška Goras sluttningar

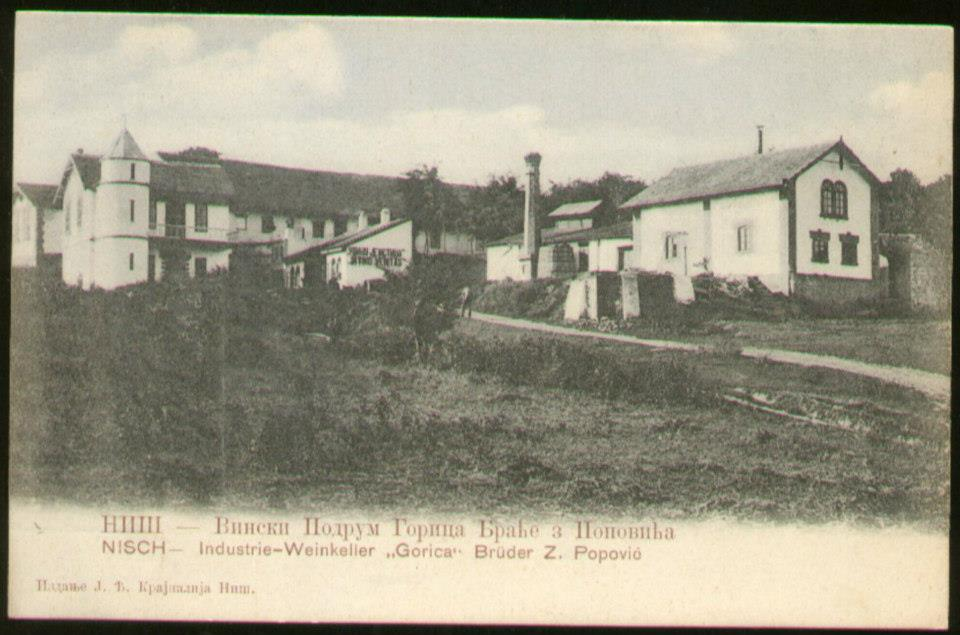
Tutunovics vineri, Niš, 1914.

År 2013 trädde nya vinlagar i kraft i Serbien och 2015 fick landet också en ny regionsindelning för vinbranschen. Man beslutade om tre övergripande regioner (Centrala Serbien, Vojvodina och Kosovo) med 22 områden. Det går också att prata om kända kvalitetsbegrepp som t.ex. Fruška Gora, Župa och Pocerina.
Den officiella indelningen 2015 och odlingsareal i hektar (ha) år 2012 var följande:
1. Pocerina–Valjevo (Centrala Serbien) 100 ha
2. Negotindalen, 890 ha
3. Knjaževac, 960 ha
4. Mlava, 500 ha
5. Toplica, 600 ha
6. Niš, 1070 ha
7. Nišava, 440 ha
8. Leskovac, 1300 ha
9. Vranje, 320 ha
10. Čačak–Kraljevo, 45 ha
11. Moravas 3 dalgångar, 6200 ha
12. Belgrad, 430 ha
13. Šumadija, 1150 ha
14. Srem (med Fruška Gora ligger i Vojvodina), 1890 ha
15. Subotica (Vojvodina), 300 ha
16. Telečka, 75 ha
17. Potisje/Tisa, 175 ha
18. Banatet, 85 ha
19. Södra Banatet, 1370 ha
20. Bačka, 20 ha
21. Norra Metohija (Kosovo)
22. Södra Metohija region (Kosovo)

Župa ligger precis vid gränsen till Kosovo och Bosnien och i gränsen till Norra Metohija. Pocerina ligger på gränsen till Kroatien.

## Druvor och produktion
| Druva              | %  | Kommentar                                                                                  |
| ------------------ | -- | ------------------------------------------------------------------------------------------ |
| Riesling Italico   | 14 |                                                                                            |
| Merlot             | 9  |                                                                                            |
| Cabernet Sauvignon | 9  |                                                                                            |
| Chardonnay         | 8  |                                                                                            |
| Rhienriesling      | 7  |                                                                                            |
| Muscat Hamburg     | 6  | Kallas också Svart muscat och har möjligen engelskt ursprung.                              |
| Procupac           | 5  | Lokal sort som är en serbisk tradition vilken återupplivats på 2000-talet.                 |
| Sauvignon blanc    | 5  |                                                                                            |
| Blau Frankish      | 5  |                                                                                            |
| Zupljanka          | 4  | Lokal sort                                                                                 |
| Smederevka         | 3  | Lokal sort                                                                                 |
| Vranac             | 2  | Lokal sort som är en av de största druvorna i Nordmakedonien och den största i Montenegro. |
| 30 övriga sorter   | 24 |                                                                                            |

Bland övriga lokala druvor odlas bl.a. Tamjanika, Krstac, Dinka, Zacinak, Kreaca (Banat riesling) och Slankamenka. Dessutom de nyframtagna: Probus, Sila, Petra, Morava, Neoplanta och Pannonia (bordsdruvan Belgrade seedless förekommer också). 
Bland övriga internationella druvor som odlas finns bl.a. Traminer, Pinot Noir, Pinot Gris, Sémilion, Cabernet Franc och Petit Verdot. 
Skördesäsong i Serbien är juli-oktober. 

### Företagsstruktur
Enligt Institutet för jordbruksekonomi i Belgrad har företagsstrukturen helt omvandlats i Serbien. Från 17 företag år 2000 hade landet 2019 över 350 företag. År 2000 var det fortfarnde rester av planekonomin som syntes, men idag är de flesta familjeföretag som satsar på kvalitet. Det finns dock fortfarande två företag med mer än 1000 anställda. Serberna i branschen är medvetna om att den nya marknaden har utmaningar och skall de klara den breda konkurrensen i EU måste de hålla ypperlig kvalitet. Många små företag odlar lokala druvor och det är ett problem med att de inte har plantskolor för de sorterna och de har heller inte tillgång till laboratorier för viruskontroll mm. Marknadsföringen behöver också bli bättre för t.ex. kvalitetsviner som Slankamenka, Kevdinka och Dubravka. Parish röd och Parish rosé från Župa är ett annat exempel. Bättre försäljning, marknadsföring och priser kan nås genom mer samarbete i branschorganisationer, ett arbete och en insikt som utvecklas väl.

## Äldre regionsindelning

Äldre regionsindelning (1970-tal)

Enligt klassificeringen från 1970-talet hade Serbien nio vinregioner, samtliga med flera underregioner:
1. Vingård i Rajač i regionen Västra Morava.Timok, östra Serbien,

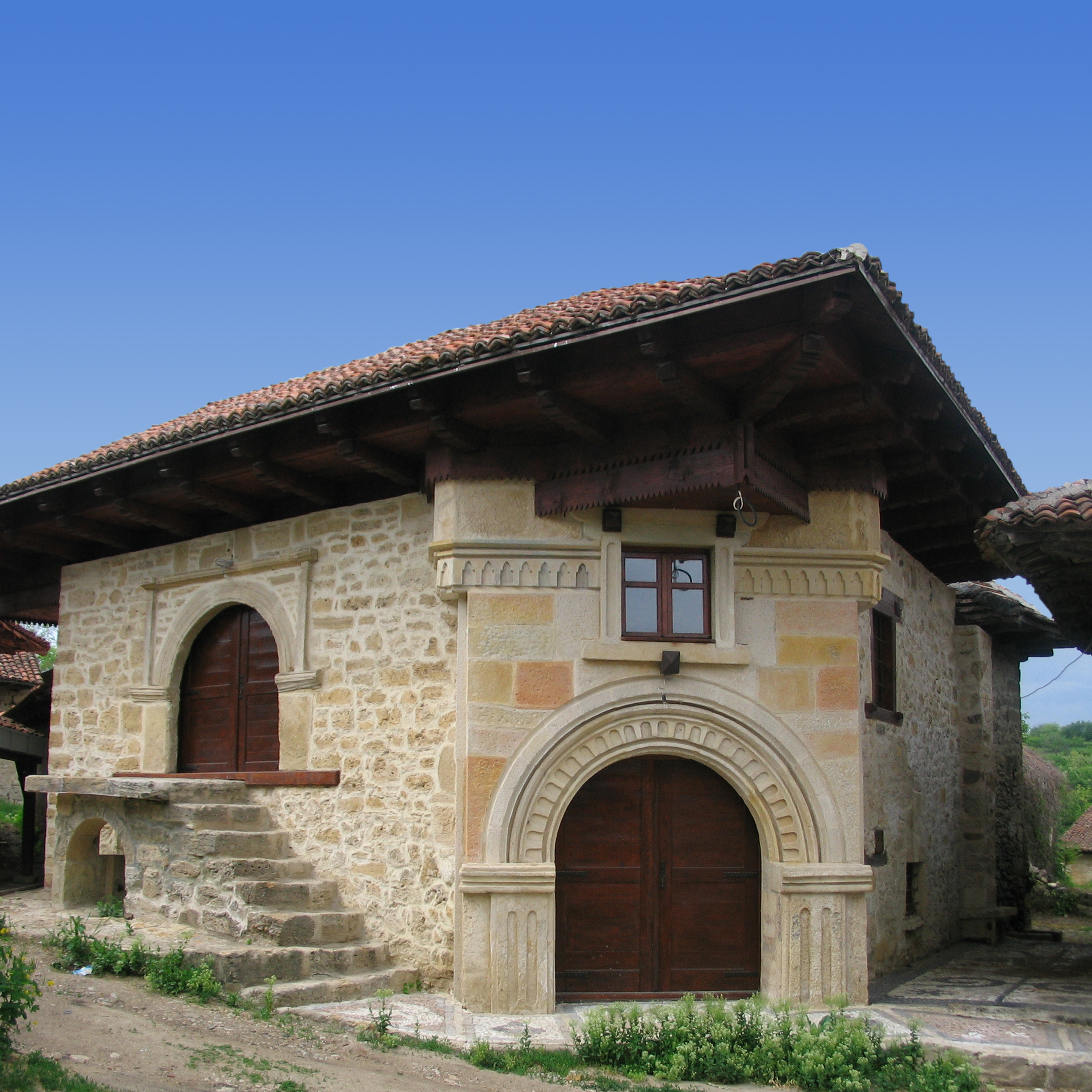
Vingård i Rajač i regionen Västra Morava.

  1. Negotinska krajina subregion, med centrum i Negotin
  2. Knjaževac subregion
2. Nišava-Södra Morava i södra Serbien
  1. Aleksinac
  2. Toplica
  3. Niš
  4. Nišava
  5. Leskovac
  6. Vranje
3. Västra Morava i centrala Serbien
  1. Čačak
  2. Kruševac
4. Šumadija-Stora Morava i centrala Serbien, den största regionen.
  1. Mlava
  2. Jagodina
  3. Belgrad
  4. Oplenac
5. Pocerina, i västra Serbien
6. Srem i Vojvodina
7. Banatet vid Vršac i östra Vojvodina
  1. Södra Banatet
  2. Norra Banatet
8. Subotica-Horgoš i norra Vojvodina
9. Kosovo (Metohija), i Kosovo